# Marek Demiański
Marek Demiański (ur. 23 lutego 1939 w Warszawie) – polski fizyk teoretyczny i astronom, profesor na Wydziale Fizyki Uniwersytetu Warszawskiego. Astrofizyk relatywistyczny i kosmolog, popularyzator nauki.

## Życiorys

### Badania
W latach 1992–1995 był dyrektorem Centrum Astronomicznego im. Mikołaja Kopernika PAN. Później był współkierownikiem w międzynarodowym projekcie przygotowującym misję satelity Planck. Współpracuje z instytutami badawczymi na całym świecie, m.in. z Instytutem Badań Przestrzeni Kosmicznej Rosyjskiej Akademii Nauk w Moskwie, Instytutem Nielsa Bohra w Kopenhadze czy Uniwersytetem w Neapolu. Przez pewien czas pełnił funkcję profesora wizytującego w California Institute of Technology, Uniwersytecie w Austin, od roku 1983 współpracuje także z Williams College w stanie Massachusetts (USA).

### Popularyzacja
Popularyzuje fizykę, występując publicznie dla różnych instytucji jak:
- Wydział Fizyki Uniwersytetu Warszawskiego[8],
- Centrum Nauki Kopernik w Warszawie[9].
- Festiwal Nauki w Warszawie[10],
- krakowskie Centrum Kopernika Badań Interdyscyplinarnych[11] przy Uniwersytecie Jagiellońskim,
- konferencje TEDx w Warszawie[12],
- portal dyskusyjny Otoko Club[13].
- „Gazeta Wyborcza”[14],
- dziennik „Rzeczpospolita”[15],
- tygodnik „Polityka”[16],
- miesięcznik „Delta”[17].
- Podkast "Nauka XXI wieku"[18]